# Jaime Yzaga
Jaime Yzaga Tori (* 23. Oktober 1967 in Lima) ist ein ehemaliger peruanischer Tennisspieler.

## Karriere
Yzaga gewann 1985 das Juniorenturnier der French Open gegen den Österreicher Thomas Muster sowie an der Seite von Agustín Moreno das Juniorendoppel von Wimbledon. Im selben Jahr wurde er Tennisprofi und konnte in Bahia ein Turnier der ATP Challenger Tour gewinnen. Zudem zog er als Qualifikant ins Achtelfinale der US Open ein, in dem er gegen den späteren Sieger Ivan Lendl unterlag.
1987 gewann er seine ersten beiden ATP-Turniere, bis 1993 konnte er insgesamt acht ATP-Turniersiege erringen, darunter Sydney International, die Heineken Open sowie die amerikanischen Tennismeisterschaften auf Sand in Houston. Seine höchste Notierung in der Tennis-Weltrangliste erreichte er 1989 mit Position 18 im Einzel sowie Position 54 im Doppel. Seine besten Einzelresultate bei Grand-Slam-Turnieren waren das Erreichen der Viertelfinals bei den Australian Open 1991 und den US Open 1994, wo er unter anderem den Titelverteidiger und Weltranglistenersten Pete Sampras besiegte.
Yzaga spielte zwischen 1984 und 1997 45 Einzel- sowie 23 Doppelpartien für die peruanische Davis-Cup-Mannschaft. Zweimal stand die Mannschaft dabei in der ersten Runde der Weltgruppe. 1989 unterlag sie trotz seiner beiden Einzelsiege gegen Wally Masur und Jason Stoltenberg 2:3 gegen Australien. 1994 scheiterte sie 1:4 an Dänemark, den einzigen Sieg errang Yzaga dabei im Einzel gegen Frederik Fetterlein.
In den Jahren 1987 und 1988 gewann Yzaga jeweils die peruanische Tennismeisterschaft im Einzelwettbewerb.
Bei den Olympischen Sommerspielen 1984 in Los Angeles trat er bei den Demonstrationsturnieren für Spieler unter 21 Jahren an, bei der jedoch keine Medaillen vergeben wurden. Bei den Olympischen Sommerspielen 1992 schied er in der zweiten Runde gegen Pete Sampras aus.

## Erfolge
| Legende (Anzahl der Siege)                    |
| Grand Slam                                    |
| Tennis Masters Cup                            |
| ATP Masters Series                            |
| ATP Championship Series                       |
| ATP World Series ATP International Series (8) |
| ATP Challenger Series (2)                     |

| Titel nach Belag |
| Hartplatz (5)    |
| Sand (3)         |
| Rasen            |
| Teppich          |

### Einzel

#### Turniersiege

##### ATP Tour
| Nr. | Datum             | Turnier       | Belag         | Finalgegner        | Ergebnis           |
| --- | ----------------- | ------------- | ------------- | ------------------ | ------------------ |
| 1.  | 20. Juli 1987     | Schenectady   | Hartplatz     | Jim Pugh           | 0:6, 7:6, 6:1      |
| 2.  | 9. November 1987  | São Paulo     | Hartplatz     | Luiz Mattar        | 6:2, 4:6, 6:2      |
| 3.  | 21. November 1988 | Itaparica     | Hartplatz     | Javier Frana       | 7:6, 6:2           |
| 4.  | 26. Mai 1991      | Charlotte     | Sand          | Jimmy Arias        | 6:3, 7:5           |
| 5.  | 6. Januar 1992    | Auckland      | Hartplatz     | MaliVai Washington | 7:66, 6:4          |
| 6.  | 13. April 1992    | Tampa (1)     | Sand          | MaliVai Washington | 3:6, 6:4, 6:1      |
| 7.  | 3. Mai 1993       | Tampa (2)     | Sand          | Richard Fromberg   | 6:4, 6:2           |
| 8.  | 4. Oktober 1993   | Sydney Indoor | Hartplatz (i) | Petr Korda         | 6:4, 4:6, 7:6, 7:6 |

##### Challenger Tour
| Nr. | Datum             | Turnier | Belag     | Finalgegner    | Ergebnis |
| --- | ----------------- | ------- | --------- | -------------- | -------- |
| 1.  | 25. November 1985 | Bahia   | Hartplatz | Carlos Kirmayr | 6:2, 6:0 |

#### Finalteilnahmen
| Nr. | Datum            | Turnier      | Belag   | Finalgegner        | Ergebnis      |
| --- | ---------------- | ------------ | ------- | ------------------ | ------------- |
| 1.  | 1. Mai 1989      | Forest Hills | Sand    | Ivan Lendl         | 2:6, 1:6      |
| 2.  | 22. Oktober 1990 | São Paulo    | Teppich | Robbie Weiss       | 6:3, 6:7, 3:6 |
| 3.  | 12. April 1993   | Charlotte    | Sand    | Horacio de la Peña | 6:3, 3:6, 4:6 |

### Doppel

#### Turniersiege
| Nr. | Datum            | Turnier | Belag | Doppelpartner  | Finalgegner                       | Ergebnis |
| --- | ---------------- | ------- | ----- | -------------- | --------------------------------- | -------- |
| 1.  | 16. Oktober 1995 | Lima    | Sand  | Américo Venero | Juan Carlos Bianchi Tamer El Sawy | 6:3, 6:4 |

#### Finalteilnahmen
| Nr. | Datum           | Turnier    | Belag | Partner        | Finalgegner                       | Ergebnis      |
| --- | --------------- | ---------- | ----- | -------------- | --------------------------------- | ------------- |
| 1.  | 10. Juli 1988   | Boston     | Sand  | Bruno Orešar   | Jorge Lozano Todd Witsken         | 2:6, 5:7      |
| 2.  | 14. Mai 1989    | Charleston | Sand  | Agustín Moreno | Mikael Pernfors Tobias Svantesson | 4:6, 6:4, 5:7 |
| 3.  | 1. Oktober 1989 | Bordeaux   | Sand  | Agustín Moreno | Tomás Carbonell Carlos di Laura   | 4:6, 3:6      |